# Dürrenäsch
Dürrenäsch es una comuna suiza del cantón de Argovia, situada en el distrito de Kulm. Limita al norte con la comuna de Seon, al noreste con Hallwil y Boniswil, al sureste con Leutwil, al sur con Zetzwil, al suroeste con Oberkulm, y al oeste con Unterkulm y Teufenthal.